# Helmschmied

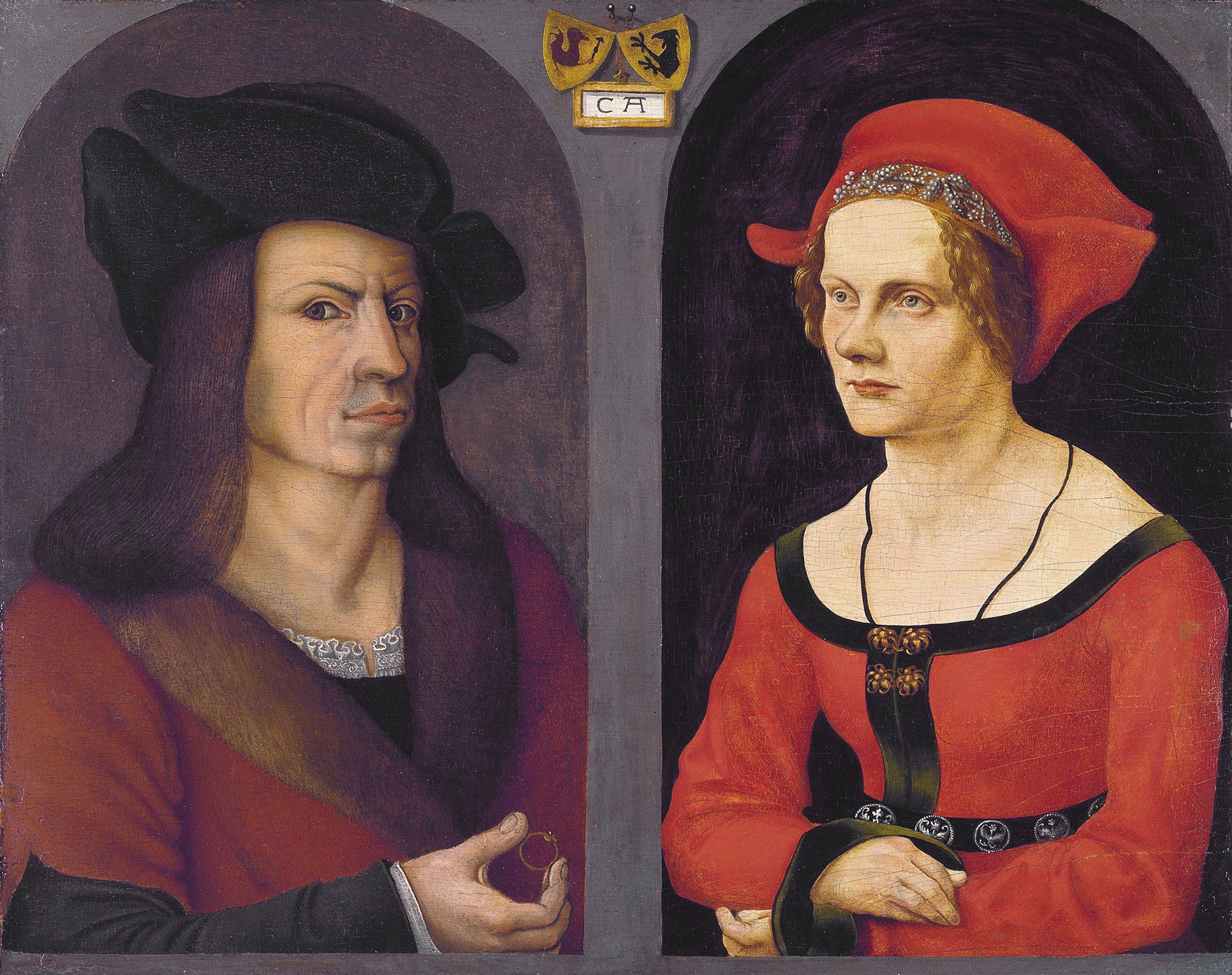
Kolman Helmschmied i Agnes Breu. Retrat de noces, per Jörg Breu el Vell.

Els Helmschmied d'Augsburg van ser una de les més prestigioses famílies de ferrers de l'Europa tardomedieval, destacant com a artesans experts en la fabricació d'armadures. El seu nom, de vegades escrit Helmschmid, significa literalment ferrer d'elms. Els membres més coneguts de la família van ser Lorenz Helmschmied (en actiu des de 1467, mort el 1515), Kolman Helmschmied (1471–1532) i Desiderius Helmschmied (1513–1579).
Els Helmschmied van fabricar armadures per a Felip II, monarca de l'Imperi espanyol, per a l'alta noblesa del Sacre Imperi Romanogermànic, incloent-hi l'Emperador, per als arxiducs d'Àustria i el Tirol, així com altres clients rics i poderosos de l'època. Van competir per la fama, el prestigi i el patrocini de la noblesa amb les altres dues famílies d'artesans fabricants d'armadures més conegudes i prestigioses de l'època a Europa, els Seusenhofer d'Innsbruck (Àustria) i els Missaglia de Milà.